# Бидербах
Бидербах (нем. Biederbach) — община в Германии, в земле Баден-Вюртемберг. 
Подчиняется административному округу Фрайбург. Входит в состав района Эммендинген.  Население составляет 1749 человек (на 31 декабря 2010 года). Занимает площадь 31,36 км².
Коммуна подразделяется на 19 сельских округов.